# Kontrahnutí
Kontrahnutí je protiváhou k sociálnímu hnutí, u něhož se obecně považuje za hlavní program prosazení sociální změny.
Funkcí kontrahnutí však nelze vždy považovat za reaktivní vůči sociálnímu hnutí, protože může usilovat pouze o určitou změnu, přesto ale zůstává hlavním programem kontrahnutí snaha o zabránění či alespoň neutralizaci procesu změny iniciované ze strany sociálního hnutí.
Je nepsaným pravidlem, že ve většině případů se jedná o kontrahnutí konzervativní/pravicová, protože reagují na hnutí reformní/levicová, která jsou obecně mnohem lépe teoreticky popsaná a prostudovaná.

## Kontrahnutí vs. sociální hnutí
Velice důležitým faktorem je mobilizace, která u kontrahnutí může následovat až po mobilizaci sociálního hnutí, proti kterému stojí, tudíž je mobilizace kontrahnutí zcela závislá na úspěchu sociálního hnutí. U mobilizace všech hnutí jsou základním stavebním kamenem zdroje, které v případě kontrahnutí nemusí znamenat problém vzhledem k častému napojení na elity (pravice), jež disponují značnými prostředky. To v případě sociálního hnutí neplatí, ale díky nutnosti dosažení úspěchu je možné počítat s tím, že v době vzniku kontrahnutí sociální hnutí již operuje s nemalými prostředky, což obě skupiny staví v době střetu na stejnou úroveň.
Významnou roli hraje ale také vhodná ideologie (schopná na požadavky formulovanými v obecnějších termínech přilákat širší skupinu sympatizantů). Ta u sociálního hnutí musí být na vysoké úrovni, aby oslovila co nejvíce lidí. Kontrahnutí pak na tuto ideologii musí vhodně reagovat a též oslovit, co možná největší spektrum příznivců, kteří však k němu nemusí přejít z řad sociálního hnutí.
Svůj vliv na vývoj situace má také odpovídající reakce na jednání protivníka, což v praxi znamená to, že kontrahnutí musí přijít se svými tezemi v ten správný moment, kdy ještě sociální hnutí nezaujímá drtivou převahu a zároveň je již v dostatečném povědomí. Intenzita jeho společenského tlaku by se měla taktéž konstantně zvyšovat a v případě nutnosti je také třeba vhodně reagovat na neočekávané události.

## Strategie a taktiky kontrahnutí
V počátcích studia kontrahnutí se určité jimi používané strategie protestu považovaly za jejich výlučné definiční znaky, postupem času se však od tohoto pohledu ustoupilo. Ukázalo se, že určité formy odporu nelze považovat výlučně za taktiky kontrahnutí, protože se začaly objevovat i v jiných protestních formách. Popsat vývoj a proměnu taktik kontrahnutí se nicméně pokusil roku 1980 Tahi L. Mottl. Ve své publikaci The Analysis of Countermovements tento vývoj rozdělil do čtyř fází:
1. Volební a intrainsitucionální rezistence vůči změně.
2. Mobilizace otevřeného protestu proti změně (jestliže se prosazovaná změna jeví jako nevyhnutelná).
3. Transformace k militantní formě protestu (jestliže je úsilí zabránit změně blokáváno).
4. Reinstitucionalizace (jestliže se kontrahnutí podařilo zabránit změně), nebo otevřená rezistence vůči změně (jestliže je kontrahnutí potlačováno).

Zdali dojde k militarizaci kontrahnutí, podle Mottla záleží převážně na vývoji politických příležitostí a na případném uplatnění represí vůči danému kontrahnutí. Pozdější studie, zabývající se kontrahnutím v 70. a 80. letech, však ukázaly, že množství ovlivňujících faktorů je mnohem větší.

## Teorie strategií kontrahnutí

### Teorie mobilizace zdrojů
Tato teorie vidí v pozadí většiny strategií kontrahnutí snahu o eliminaci zdrojů protivníka, tedy snahu zvýšit náklady na jeho mobilizaci a současně úsilí odradit veřejnost od participace na jím pořádaném protestu. V případě akcí zaměřených na protistranu byly nejčastěji zjištěny zejména záškodnické akce (např. vytváření kompromitujících materiálů na protistranu), preventivní akce (diskreditace morálního kreditu protistrany) nebo snaha o přesvědčení příznivců protistrany.

### Teorie politických příležitostí
Hlavní myšlenkou této teorie je to, že aktéři kontrahnutí jsou při výběru své strategie ovlivněni existujícím politickým kontextem. Jako tři hlavní složky strategie, které se tak mění právě v závislosti na politických příležitostech, byly identifikovány: volba arén, taktiky a požadavky.

### Teorie rámců
Tato teorie vychází z předpokladu, že významy nejsou automatickým produktem strukturálních tlaků nebo nahodilých událostí. Jedná se naopak o vědomou aktivní a strategickou činnost aktérů, kteří významy produkují. Výsledkem takovéto činnosti jsou v případě hnutí tzv. rámce kolektivního jednání (soubor přesvědčení a významů, který podněcuje a legitimizuje aktivity sociálního hnutí). Podoba rámce kolektivního jednání je předmětem interpretačního boje mezi různými aktéry (sociální hnutí, kontrahnutí, média, stát apod.).